# Karonga
Karonga   este un oraș  în nordul statului Malawi, pe malul vestic al lacului Malawi. Este reședința  districtului  Karonga.